# Did It Again (cântec de Kylie Minogue)
Did It Again este al doilea single de pe albumul din 1997 a lui Kylie Minogue, intitulat Impossible Princess. A primit discul de aur în Australia, unde a ajuns pe locul 14. La fel și albumul Impossible Princess, melodia a fost un eșec comercial, ratând top 10 în majoritatea topurilor.